# Caliban
Caliban – niemiecka grupa muzyczna wykonująca metalcore.

## Historia
Zespół został założony w Hattingen w 1997 pod nazwą Never Again. Nazwa „Caliban” wywodzi się od imienia zdeformowanego syna (pol. Kaliban) czarownicy Sykoraks z dramatu Williama Szekspira pt. Burza. W późniejszym czasie członkowie grupy zostali utożsamieni z miastem Essen.
Po sześciu miesiącach istnienia grupa nagrała dwa utwory na demo, którego jednak nie wydano. Utwory te zostały wysłane do kilku wytwórni płytowych, a Lifeforce Records jako pierwsza zaproponowała zespołowi kontrakt. Pierwszy minialbum, zatytułowany Caliban wydano latem 1998. Celem promocji Caliban występował na wielu koncertach w Europie oraz jako support dla takich zespołów jak Morning Again, Earth Crisis czy Cro-Mags. Po europejskiej trasie, w 1999 Caliban wszedł do studia, aby nagrać pierwszy album, zatytułowany A Small Boy and a Grey Heaven. Zespół był opisywany jako mieszanka stylów grup Slayer, Poison the Well i Hatebreed.
Podczas koncertu w 1998 w Leisnig członkowie Caliban poznali się z muzykami innej niemieckiej grupy Heaven Shall Burn i od tego czasu zaprzyjaźnieni kontynuują znajomość, stanowiąc głównych przedstawicieli nurtu metalcore w swoim kraju. W 2000 obie formacje wydały wspólnie pierwszą część split-CD, zatytułowany The Split Program I.
W kwietniu 2001 ukazał się album Vent, wydany przez Imperium Records oraz nakładem Howling-Bull Records w Japonii. Krótko po tym wystąpiła na imprezie Beast-Feast 2001 w Yokohama Arena w Japonii, dzieląc scenę z takimi zespołami jak Slayer, Pantera, Machine Head, Biohazard i Morbid Angel. Japońska trasa nastąpiła po amerykańskiej trasie z Bloodjinn, która została przerwana ze względu na wydarzenia z 11 września 2001 (wówczas nazwa grupy na jej wydawnictwach bywała mylnie kojarzona z określeniem taliban).
W sierpniu 2002 Caliban nagrał trzecią płytę, nazwaną Shadow Hearts. Ten album był bardziej melodyjny i harmonijny niż poprzednie. W 2003 grupa koncertowała wraz z Biohazard. W 2004 grupa podpisała umowę z Roadrunner Records i od tego czasu działalność w zespole stała się główną pracą ich dla ich członków. Wydany w tym roku czwarty album został zatytułowany The Opposite from Within, a jego producentem został Anders Fridén, lider grupy In Flames. Grupa promowała album na trasie koncertowej wraz z zespołem Machine Head.
W lipcu 2005 grupa wydała drugą część split-CD z zespołem Heaven Shall Burn, zatytułowaną The Split Program II. Potem zespół wydał piąty album, zatytułowany The Undying Darkness (ponownie wyprodukowany przez Andersa Fridéna), po czym 24 lutego 2006 wyruszył w trasę pod nazwą  „Darkness over Europe” wraz z zespołami Neaera, Purified in Blood i The Agony Scene. W 2007 Caliban nagrał album The Awakening wraz z producentem Bennym Richterem, zaś w 2009 premierę miał kolejny krążek grupy zatytułowany Say Hello to Tragedy.
6 maja 2011 nastąpiła premiera minialbumu EP z coverami pt. Coverfield. Na wydawnictwie znalazła się m.in. interpretacja utworu „Sonne” grupy Rammstein. Kolejny album grupy, zatytułowany I Am Nemesis, ukazał się 6 lutego 2012. Gościnnie udzielili się na nim Marcus Bischoff (wokalista Heaven Shall Burn) oraz Mitch Lucker (wokalista Suicide Silence). Caliban promował ten album na europejskiej trasie koncertowej pod nazwą Get Infested Tour.
20 grudnia 2012 w Zeche-Bochum grupa zagrała jubileuszowy koncert dla uczczenia 15-lecia istnienia zespołu. Jako towarzysząca wystąpiła zaprzyjaźniona formacja Heaven Shall Burn, która także obchodziła 15-lecie istnienia, zaś na jej analogicznym jubileuszu dzień później wystąpił gościnnie Caliban.
Premiera dziewiątego albumu grupy pt. Ghost Empire została zaplanowana na 27 stycznia 2014, dziesiątego pt. Gravity na termin 25 marca 2016, jedenastego pt. Elements na 6 kwietnia 2018. 14 maja 2021 miało premierę wydawnictwo pt. Zeitgeister, na którym opublikowane nowe interpretacje  dawnych piosenek grupy, z tekstami w całości w języku niemieckim. 22 kwietnia 2022 premierę miał kolejny album długogrający, zatytułowany Dystopia. Na początku października 2022 ze składu grupy po 18 latach odszedł basista Marco Schaller, a jego odejście motywowano sprawami prywatnymi oraz skutkami pandemii COVID-19.
W lipcu 2024 ogłoszono, że nowym basistą został Iain Duncan, któremu jednocześnie powierzono wykonywanie melodyjnych wokali. 28 stycznia 2025 ogłoszono, że kolejny album zespołu, zatytułowany Back from Hell, ukazał się 25 kwietnia 2025.

## Styl
Od początku swojej działalności grupa próbowała łączyć style hardcore i metalu, w konsekwencji będąc klasyfikowaną do działu nurtu określonego jako metalcore. Muzycznie styl Caliban jest określany jako intensywny, brutalny, agresywny, melodyjny niekiedy z zawartością elektroniki (keyboard, sampling). Za kompozycje muzycznie odpowiada gitarzysta zespołu Marc Görtz, a ponadto wielokrotny producent albumów Caliban, Benny Richter. Cechą charakterystyczną struktury wokalnej piosenek Caliban są agresywny krzyk Andreasa Dörnera oraz melodyjny śpiew refrenów, wykonywany przez gitarzystę Denisa Schmidta. Taki styl został wyraźnie zapoczątkowany na płycie The Opposite from Within, skupiającej utwory o takim charakterze. Na wcześniejszej płycie (Dark Shadows) śpiew melodyjny wykonał wokalista grupy Callejon, Christoph „Kotsche” Koterzina. Na albumie Elements wokalista Andreas Dörner przejął partie śpiewu melodyjnego.
Słowa utworów tworzy głównie wokalista, Andreas Dörner. W lirykach zawiera głównie odniesienie do własnych doświadczeń i emocji. W swoim zamierzeniu autor nie ma zamiaru poprzez swoje teksty pouczać wskazując palcem problemy, lecz dawać impuls do zastanowienia. W warstwie tekstowej utwory obejmują kwestie: tragedie życiowe jak zawody miłosne, śpiączka, sprawa Josefa Fritzla (Say Hello to Tragedy), kontrowersyjne i często pominięte sprawy świata, które nie są w porządku i wymagają zmiany, np: rasizm, chciwość przedsiębiorstw, skorumpowani politycy (I Am Nemesis), porażki, otchłanie, lęki, cierpienie, zniszczenie (Ghost Empire), ból, miłość, wściekłość, nadzieja, odnalezienie siebie, ciemna strona człowieka, strata, sfera uczuć, negatywne doświadczenia w związkach (Gravity). Teksty utworów na płytach Caliban są wykonywane w języku angielskim, jednak od czasu wykonania coveru formacji Rammstein swego rodzaju tradycją jest, że jeden utwór jest śpiewany w ojczystym języku niemieckim (połowicznie "Dein R3.ich" - I Am Nemesis, później w całości: "Nebel" - Ghost Empire, "Mein schwarzes Herz" - Gravity, "Ich blute für Dich" - Elements). Wszystkie nowe interpretacje utworów z albumu pt. Zeitgeister (2021) zostały zaśpiewane w języku niemieckim.
Caliban bywał utożsamiany przez odbiorców jako zespół wyznający zasady straight edge oraz złożony w całości przez wegan, jednak zaprzeczyli temu sami jego członkowie. Tym niemniej kilku z nich zostało wegetarianami (np. Schmidt, Schaller, Dörner), Görtz jako jedyny został straight edge, a niektórzy odrzucali stosowanie narkotyków. Członkowie grupy działają na rzecz ochrony zwierząt, np. wspierają organizację Vier Pfoten (pol. Cztery Łapy) prowadząc podczas swoich koncertów zbiórki pieniężne na jej rzecz.
Za oprawę graficzną marki wydawnictw oraz odzieży zespołu odpowiada Bastian „Basti” Sobtzick z grupy Callejon.

## Członkowie zespołu
| Skład zespołu - Andreas Dörner – śpiew (1997-) - Marc Görtz – gitara prowadząca (1997-) - Denis Schmidt – gitara rytmiczna, śpiew (2002-) - Patrick Grün – perkusja (2004-) - Iain Duncan – gitara basowa (2024-) |  | Byli członkowie - Andreas Nikolaou – gitara rytmiczna (1997) - Claus Wilgenbusch – gitara rytmiczna (1997-1999) - Engin Güres – gitara basowa (1997-2001) - Robert Krämer – perkusja (1997-2003) - Thomas Sielemann – gitara rytmiczna (2000) - Boris Pracht – gitara basowa (2002-2005) - Marco Schaller – gitara basowa (2005-2022) |

## Dyskografia
| 1999                           | A Small Boy and a Grey Heaven - Data: 14 grudnia 1999 - Wydawca: Lifeforce Records | –  | –  | –  |
| 2001                           | Vent - Data: 27 stycznia 2001 - Wydawca: Lifeforce Records                         | –  | –  | –  |
| 2003                           | Shadow Hearts - Data: 31 stycznia 2003 - Wydawca: Lifeforce Records                | –  | –  | –  |
| 2004                           | The Opposite from Within - Data: 20 września 2004 - Wydawca: Roadrunner Records    | –  | –  | –  |
| 2006                           | The Undying Darkness - Data: 27 lutego 2006 - Wydawca: Roadrunner Records          | 73 | –  | –  |
| 2007                           | The Awakening - Data: 25 maja 2007 - Wydawca: Roadrunner Records                   | 36 | 74 | –  |
| 2009                           | Say Hello to Tragedy - Data: 24 sierpnia 2009 - Wydawca: Century Media Records     | 36 | 64 | 87 |
| 2012                           | I Am Nemesis - Data: 6 lutego 2012 - Wydawca: Century Media Records                | 21 | 47 | 61 |
| 2014                           | Ghost Empire - Data: 24 stycznia 2014 - Wydawca: Century Media Records             | 7  | 32 | 51 |
| 2016                           | Gravity - Data: 25 marca 2016 - Wydawca: Century Media Records                     | 15 | 26 | 27 |
| 2018                           | Elements - Data: 6 kwietnia 2018 - Wydawca: Century Media Records                  | 6  | 26 | 38 |
| 2022                           | Dystopia - Data: 22 kwietnia 2022 - Wydawca: Century Media Records                 | 6  |    |    |
| 2022                           | Back from Hell - Data: 25 kwietnia 2025 - Wydawca: Century Media Records           |    |    |    |
| „—” pozycja nie była notowana. |                                                                                    |    |    |    |

| Rok  | Tytuł                                                           |
| ---- | --------------------------------------------------------------- |
| 1998 | Caliban - Data: 10 marca 1998 - Wydawca: Lifeforce Records      |
| 2011 | Coverfield - Data: 6 maja 2011 - Wydawca: Century Media Records |

| Rok  | Tytuł |
| ---- | --- |
| 2000 | The Split Program I (wraz z grupą Heaven Shall Burn) - Data: 12 grudnia 2000 - Wydawca: Lifeforce Records |
| 2005 | The Split Program II (wraz z grupą Heaven Shall Burn) - Data: 27 lipca 2005 - Wydawca: Lifeforce Records  |

| Rok  | Tytuł                                                             |
| ---- | ----------------------------------------------------------------- |
| 2021 | Zeitgeister - Data: 14 maja 2021 - Wydawca: Century Media Records |

| Rok  | Tytuł                          |
| ---- | ------------------------------ |
| 2003 | „Shadow Hearts”                |
| 2004 | „The Beloved And The Hatred”   |
| 2006 | „It's Our Burden To Bleed”     |
| 2006 | „Nothing Is Forever”           |
| 2007 | „Life Is Too Short”            |
| 2007 | „I Will Never Let You Down”    |
| 2009 | „Caliban's Revenge / 24 Years” |

## Teledyski
| Rok  | Tytuł                        | Reżyseria                       | Album                    | Źródła               |
| ---- | ---------------------------- | ------------------------------- | ------------------------ | -------------------- |
| 2003 | „Forsaken Horizon”           | —                               | Shadow Hearts            | [ 41 ]               |
| 2004 | „The Beloved and the Hatred” | Mathias Vielsacker              | The Opposite from Within | [ 42 ]               |
| 2006 | „It's Our Burden To Bleed”   | —                               | The Undying Darkness     | [ 43 ]               |
| 2007 | „Nothing Is Forever”         | —                               | The Undying Darkness     | [ 44 ]               |
| 2007 | „I Will Never Let You Down”  | —                               | The Awakening            | [ 45 ]               |
| 2009 | „24 Years”                   | —                               | Say Hello to Tragedy     | [ 46 ]               |
| 2009 | „Caliban's Revenge"          | Sebastian Wiegmann              | Say Hello to Tragedy     | [ 47 ]               |
| 2010 | „No One Is Safe”             | Sebastian Wiegmann              | Say Hello to Tragedy     | [ 48 ]               |
| 2011 | „Walk Like The Dead”         | The Jack Stupid - DAB9          | Say Hello to Tragedy     | [ 49 ]               |
| 2012 | „Memorial”                   | —                               | I Am Nemesis             | [ 50 ]               |
| 2013 | „We Are The Many”            | —                               | I Am Nemesis             | [ 51 ]               |
| 2013 | „This Oath”                  | Julian Topehlen                 | I Am Nemesis             | [ 52 ]               |
| 2014 | „Devil's Night”              | Lars Reinert                    | Ghost Empire             | [ 53 ]               |
| 2016 | „Paralyzed”                  | Moritz Maibaum                  | Gravity                  | [ 54 ]               |
| 2017 | „BrOKen”                     | Mirko Witzki                    | Gravity                  | [ 55 ]               |
| 2018 | „Intoxicated”                | Michael Winkler                 | Elements                 | [ 56 ]               |
| 2018 | „Before Later Becomes Never” | Michael Winkler                 | Elements                 | [ 57 ]               |
| 2018 | „Ich blute für Dich”         | Sebastian Biesler, Mirko Witzki | Elements                 | [ 58 ]               |
| 2021 | „Intoleranz”                 | Michael Winkler                 | Zeitgeister              | [ 59 ]               |
| 2021 | „nICHts”                     | Michael Winkler                 | Zeitgeister              | [ 60 ]               |
| 2022 | „Ascent Of The Blessed”      | Daniel Priess                   | Dystopia                 | [ 61 ]               |
| 2022 | „Dystopia”                   | Mirko Witzki                    | Dystopia                 | [ 62 ] [ 63 ] [ 64 ] |
| 2022 | „VirUS”                      | Mirko Witzki                    | Dystopia                 | [ 62 ] [ 63 ] [ 64 ] |
| 2022 | „Alien”                      | Mirko Witzki                    | Dystopia                 | [ 62 ] [ 63 ] [ 64 ] |
| 2022 | „Darkness I Became”          | Sebastian Pielnik               | Dystopia                 | [ 65 ]               |
| 2022 | „The Shadow”                 | Tom Brückner                    | Dystopia                 | [ 66 ]               |
| 2024 | „I Was a Happy Kid Once”     | Der Pakt                        | Back from Hell           | [ 67 ]               |
| 2024 | „Echoes”                     | Nils Lesser                     | Back from Hell           | [ 68 ]               |
| 2025 | „Back From Hell”             | Mirko Witzki                    | Back from Hell           | [ 69 ]               |